# Thomas Denis
Thomas Denis (* 18. Juli 1997 in Bignan) ist ein französischer Radsportler.

## Sportliche Laufbahn
2015 errang Thomas Denis bei den Junioren-Europameisterschaften die Silbermedaille in der Einerverfolgung. Im Jahr darauf wurde er zweifacher Europameister in der Mannschaftsverfolgung, sowohl in der Klasse U23 wie auch in der Elite; bei den U23-Europameisterschaften holte Denis zudem Bronze in der Einerverfolgung. 2017, bei den Bahneuropameisterschaften in Berlin, gewann Denis zwei Titel: gemeinsam mit Florian Maitre, Corentin Ermenault, Louis Pijourlet und Benjamin Thomas in der Mannschaftsverfolgung und mit Thomas im Zweier-Mannschaftsfahren. Auf nationaler Ebene wurde er Meister im Punktefahren und in der Mannschaftsverfolgung.
In der Saison 2018 litt Denis unter einem Bandscheibenvorfall und später an den Folgen eines Sturzes bei der Tour de l’Avenir, nachdem er schon im Jahr zuvor einen schweren Sturz bei Paris–Tours gehabt hatte. 2020 gewann er mit Corentin Ermenault, Benjamin Thomas und Kévin Vauquelin die Mannschaftsverfolgung beim Lauf des Weltcups in Milton.
Bei den UCI-Bahn-Weltmeisterschaften 2021 errang Denis mit Thomas Boudat, Valentin Tabellion und Thomas die Silbermedaille in der Mannschaftsverfolgung, gemeinsam mit Thomas, Ermenault und Eddy Le Huitouze gewann er die Mannschaftsverfolgung beim Nations’ Cup 2022 in Glasgow. Im selben Jahr wurde der französische Vierer mit Denis, Lafargue, Tabellion und Thomas  Europameister. 2023, bei den Europameisterschaften, belegte der Vierer mit Denis, Ermenault, Lafargue, Thomas und Adrien Garel Platze drei.

## Erfolge
2015
- Junioren-Europameisterschaft – Einerverfolgung

2016
- Europameister – Mannschaftsverfolgung (mit Florian Maitre, Corentin Ermenault und Benjamin Thomas)
- U23-Europameister – Mannschaftsverfolgung (mit Florian Maitre, Corentin Ermenault und Benjamin Thomas)
- U23-Europameisterschaft – Einerverfolgung

2017
- Europameister – Zweier-Mannschaftsfahren (mit Benjamin Thomas), Mannschaftsverfolgung (mit Florian Maitre, Corentin Ermenault, Louis Pijourlet und Benjamin Thomas)
- Französischer Meister – Punktefahren, Mannschaftsverfolgung (mit Florian Maitre, Aurélien Costeplane und Clément Davy)

2019
- U23-Europameisterschaft – Zweier-Mannschaftsfahren (mit Donavan Grondin)
- Französischer Meister – Mannschaftsverfolgung (mit Florian Maitre, Louis Pijourlet, Valentin Tabellion und Donavan Grondin)

2020
- Weltcup in Milton – Mannschaftsverfolgung (mit Corentin Ermenault, Benjamin Thomas und Kévin Vauquelin)

2021
- Französischer Meister – Zweier-Mannschaftsfahren (mit Valentin Tabellion)
- Weltmeisterschaft – Mannschaftsverfolgung (mit Thomas Boudat, Valentin Tabellion und Benjamin Thomas)

2022
- Nations’ Cup in Glasgow - Mannschaftsverfolgung (mit Benjamin Thomas, Corentin Ermenault und Eddy Le Huitouze)
- Europameister – Mannschaftsverfolgung (mit Quentin Lafargue, Valentin Tabellion und Benjamin Thomas)

2023
- Europameisterschaft – Mannschaftsverfolgung (mit Corentin Ermenault, Quentin Lafargue, Benjamin Thomas und Adrien Garel)
- Französischer Meister – Mannschaftsverfolgung (mit Clément Cordenos, Thomas Boudat, Valentin Tabellion und Théo Bracke)